# Flying (musikalbum)
Flying är UFOs andra album från 1971. Plattan utkom även under namnet Ufo 2. 
Liksom gruppens första platta blev detta ingen jättesäljare, men plattans stil och de exceptionellt långa låtarna uppmärksammades positivt av många av dåtidens musiker. Bara något år senare kom till exempel Jethro Tull ut med A Passion Play, en LP som endast bestod av en enda låt (part I och II). UFO:s eget genombrott fick dock vänta till deras tredje studioplatta Phenomenon 1974, där de övergivit sin originalstil och bytt ut gitarristen till Michael Schenker (en liveplatta utkom dock före stilbytet).

## Låtlista
Sida ett
1. Silver Bird - 6:53
2. Star Storm - 18:53
3. Prince Kajuku - 3:55

Sida Två
1. The Coming of Prince Kajaku - 3:43
2. Flying - 26:30

"Prince Kajuku" / "The Coming of Prince Kajuku" utkom på singel.
LP:n utkom både under namnet "Flying" och "Ufo2" med olika omslag.

## Musiker
- Phil Mogg - sång
- Mick Bolton - gitarr
- Pete Way - bas
- Andy Parker - trummor